# Rafâa Ben Achour
Pour les articles homonymes, voir Achour.
Rafâa Ben Achour (arabe : رافع بن عاشور), né le 6 septembre 1952 à La Marsa, est un universitaire, juriste, politologue et homme politique tunisien.

## Biographie

### Formation
Il obtient une licence en droit en 1977 puis un diplôme d'études supérieures en droit public, de même qu'une licence en 1978 et un diplôme d'études supérieures en science politique en 1979. Il obtient son doctorat d'État en droit public en 1984 et un diplôme d'agrégation en droit public et en science politique en 1987.

### Carrière
Il est professeur émérite de droit à la faculté des sciences juridiques, politiques et sociales de Tunis. Il a occupé le poste de directeur du département de droit public et des sciences politiques de la même faculté de 1988 à 1990. Il occupe aussi le poste de président de l'université des sciences, des techniques et de médecine de Tunis, de 1997 à 2000, et de directeur de l'unité de recherche en droit international public des juridictions internationales et de droit constitutionnel comparé depuis 1994.
Il est professeur invité dans plusieurs universités étrangères, dont l'université Panthéon-Sorbonne, l'université de Lyon, l'université de Rennes, l'université de Toulouse, l'université de Montpellier, l'université de Bordeaux, l'université Aix-Marseille-III et l'université d'Angers en France ; l'université de Rome « La Sapienza », l'université de Pérouse et l'université de Padoue en Italie ; l'université de Barcelone et l'université de Huelva (es) en Espagne ; l'université nationale et capodistrienne d'Athènes en Grèce. 
Il a publié une centaine d'articles académiques en français, anglais et arabe dans plusieurs revues comme Études internationales, la Revue générale de droit international public, la Revue française de droit constitutionnel, etc. Parallèlement, il occupe plusieurs postes extra-universitaires dont le poste d'expert juridique à la Ligue arabe, de conseiller au ministère de l'Enseignement supérieur et de maire adjoint de La Marsa.
Dans la vie associative, Ben Achour préside l'Association tunisienne de droit constitutionnel de 1981 à 2000. Il est vice-président de l'Association tunisienne pour les Nations unies et de l'Association des études internationales de 1983 à 1999. Il est par ailleurs un membre fondateur de l'Académie internationale de droit constitutionnel en 1985 et le secrétaire général de cette académie de 1988 à 1998, en plus d'être membre de l'Association française de droit international depuis 1995. Ben Achour est membre du conseil de l'université des Nations unies à Tokyo de 2000 à 2006, puis vice-recteur de cette université de 2006 à 2007. Il est aussi membre de la commission nationale du droit de la mer depuis 2003, de la commission de l'Union africaine pour le droit international depuis 2009, du comité national et du conseil scientifique du centre d'études juridiques rattaché au ministère de la Justice et de la commission de Venise.
Il a également été actif dans le domaine des associations sportives, en tant que secrétaire général puis vice-président du Club africain.
Il est désigné secrétaire d'État auprès du ministre de l'Éducation chargé de l'Innovation pédagogique, de janvier 2001 à septembre 2002. Il est nommé le 7 mars 2011 comme ministre délégué auprès du Premier ministre Béji Caïd Essebsi puis, le 29 juillet, comme ambassadeur de Tunisie au Maroc. Il rejoint par la suite Nidaa Tounes et entre au sein de son comité élargi, avant d'intégrer temporairement le cabinet du président de la République en 2015,. Il est élu juge à la Cour africaine des droits de l'homme et des peuples lors de la 25e session du conseil exécutif de l'Union africaine réuni le 22 juin 2014 à Malabo. En 2021, il est réélu pour un deuxième mandat à la Cour africaine des droits de l'homme et des peuples.

### Distinctions académiques
Le 16 janvier 2016, ses collègues et amis lui rendent hommage dans des Mélanges s’articulant autour des grands thèmes suivants : droit international public, relations internationales, droits de l'homme, droit constitutionnel, droit constitutionnel comparé, justice constitutionnelle, démocratie et État de droit,.
En 2023, il reçoit le Sapienza Human Rights Award,.

### Vie privée
Né dans une ancienne famille de la notabilité tunisoise, il est le fils de Mohamed Fadhel Ben Achour et le frère de Yadh et Sana Ben Achour. Il est marié à la fille de l'ancien mufti de la République, Kameleddine Djaït, et père de trois enfants.

## Principales publications

### Ouvrages
- Le trésor public tunisien : rôle et fonctions, Tunis, Centre d'études, de recherches et de publications, 1981.
- Évolution des modes de prise de décision dans les organisations et conférences internationales, Tunis, Centre d'études, de recherches et de publications, 1986.
- (ar) تأسيس جامعة الدول العربية [« La fondation de la Ligue des États arabes »], Tunis, Ligue des États arabes,‎ 1992.
- Institutions internationales, Tunis, CREA/ENA, 1994.
- Institutions de la société internationale, Tunis, Centre de publication universitaire, 2004.
- Les Droits de l'homme par les textes, Tunis, Centre de publication universitaire, 2004, 536 p. (ISBN 978-9973-37-214-7), avec Dali Jazi et Slim Laghmani.
- (ar) المؤسسات و النظام السياسي في تونس [« Institutions et système politique en Tunisie »], Tunis, Centre de publication universitaire,‎ 2009 (réimpr. Tunis, Latrach édition, 2019).
- Armement, désarmement et droit international, Tunis, Centre de publication universitaire, 2010.
- Propos sur la Constitution du 17 janvier 2014, Tunis, Latrach édition, 2021[13].

### Direction d'ouvrages collectifs
- Contrôle politique et régulations électorales en Tunisie : les élections législatives du 4 novembre 1979, Aix-en-Provence, Édisud, 1981.
- Les nouveaux aspects du droit international, Paris, Pedone, 1994[14].
- Harmonie et contradictions en droit international, Paris, Pedone, 1996[15].
- Le droit international face aux nouvelles technologies, Paris, Pedone, 2002[16].
- Regards croisés sur les constitutions tunisienne et française à l'occasion de leur quarentenaire, Paris, Sorbonne, 2003.
- Le droit international à la croisée des chemins : force du droit et droit de la force, Paris, Pedone, 2004[17].
- Lexique élémentaire de droit international et d’institutions internationales, Tunis, Centre de publication universitaire, 2006.
- La démocratie représentative devant un défi historique, Bruxelles, Bruylant, 2006.
- Acteurs non étatiques et droit international, Paris, Pedone, 2007.
- Les droits de l'homme : une nouvelle cohérence pour le droit international ?, Paris, Pedone, 2008.
- Le droit constitutionnel normatif : développements récents, Bruxelles, Bruylant, 2009.
- (ar) المعجم الدستوري [« Lexique constitutionnel »], Tunis, Centre de publication universitaire,‎ 2011.
- Responsabilité de protéger et révoltes populaires, Paris, Institut fédératif de recherche, 2013.
- (ar) الدستور، المواطنة  و العدالة الانتقالية : بين المطلب الديمقراطي و إعادة التهيئة الإقليمية : entre exigence démocratique et recompositions territoriales [« Constitution, citoyenneté et justice constitutionnelle »], Tunis, Centre de publication universitaire,‎ 2014.
- Les changements anticonstitutionnels du gouvernement : approches de droit constitutionnel et de droit international, Marseille, Presses universitaires d'Aix-Marseille, 2014[18].
- Politique étrangère et droit international, Tunis, Fondation Konrad Adenauer, 2016[19].
- (ar) معجم المصطلحات الواردة في الدستور التونسي [« Dictionnaire des termes et des expressions de la Constitution tunisienne »], Tunis, Faculté des sciences juridiques de Tunis,‎ 2017[20].
- La Constitution tunisienne du 27 janvier 2014 : trois ans de pratique constitutionnelle, Tunis, Cérès, 2017.
- Les institutions constitutionnelles : quatre ans après l'adoption de la Constitution tunisienne de 2014, Tunis, Cérès, 2018[21].

## Décorations
Il est le récipiendaire des décorations suivantes :
- Commandeur de l'Ordre de la République (Tunisie)[22] ;
- Grand-officier de l'Ordre national du Mérite (Tunisie)[23] ;
- Grand-officier de l'Ordre du Ouissam alaouite (Maroc)[24] ;
- Commandeur de l'Ordre national du Mérite (France)[25].